# Raubfisch

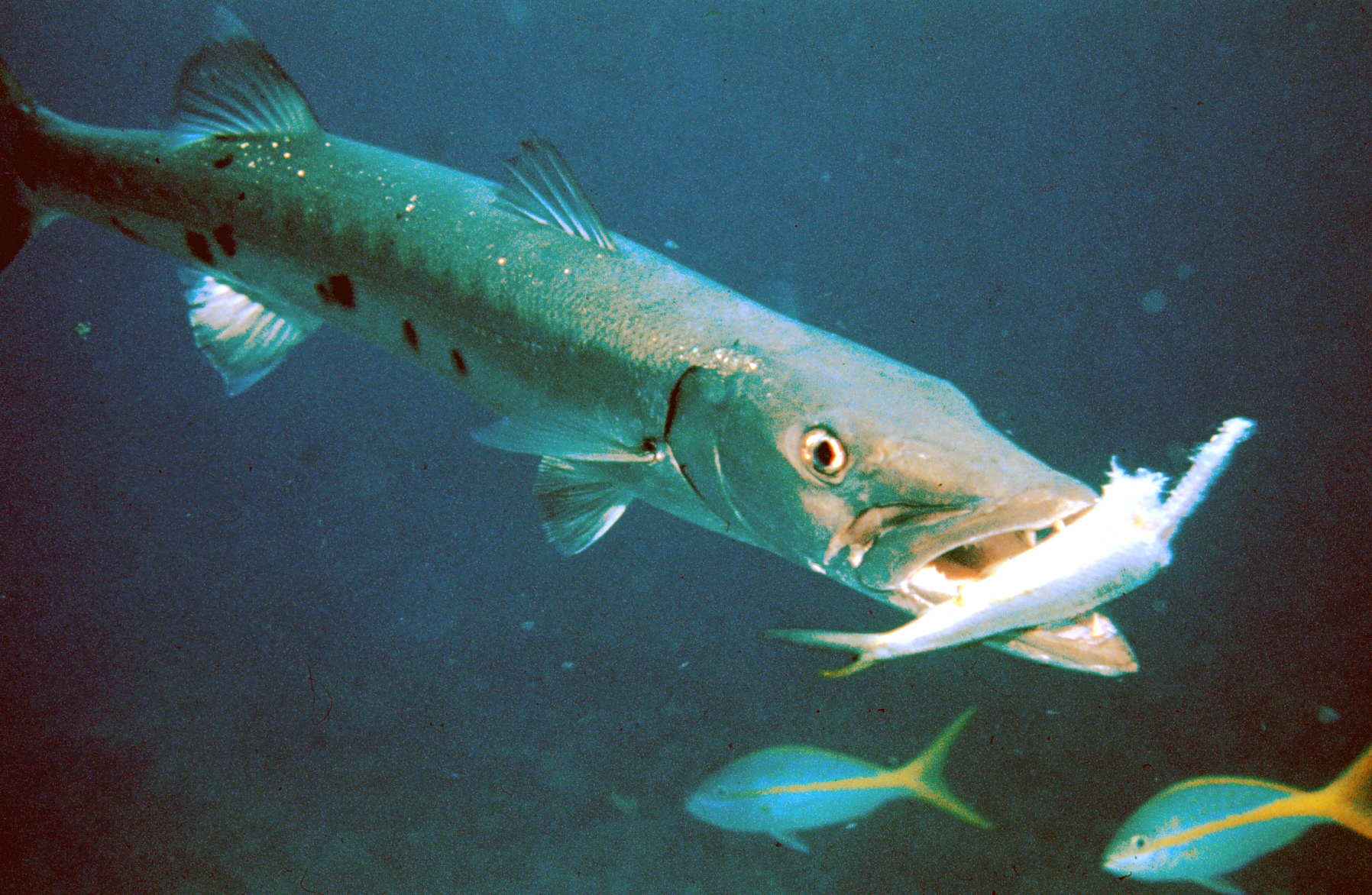
Großer Barrakuda (Sphyraena barracuda) mit Beutefisch

Raubfische sind Fische als Prädatoren, die sich von Fischen (Fischprädation) und anderen schnellen Beutetieren ernähren.
Die Beute von Raubfischen sind Wassertiere, die im Verhältnis zum Fisch nicht gerade winzig sind und rasch fliehen können: neben Fischen z. B.  Tintenfische, Höhere Krebse und Amphibien, in der Jugendphase auch Libellen- und Käferlarven. Manche Raubfische wie Haie fressen auch Säugetiere, z. B. Robben. Die meisten Raubfische sind Lauerjäger, die versteckt oder getarnt auf Beute warten. Fische, die sich von pflanzlicher Nahrung oder langsamen Beutetieren ernähren sowie Planktonfiltrierer, werden dagegen als Friedfische bezeichnet.
Raubfische kommen sowohl im Süß- als auch im Salzwasser vor. Beispiele für Süßwasser-Raubfische sind Hechte (Esox) und Welse (Silurus) sowie viele Forellenfische (Salmonidae) und Barschartige (Perciformes). Raubfische im Meer sind u. a. die Haie (Selachii), marine Barschartige wie die Barrakudas (Sphyraena) sowie Makrelen und Thunfische (Scombridae).